# Gare de Chantilly - Gouvieux
La gare de Chantilly - Gouvieux est une gare ferroviaire française de la ligne de Paris-Nord à Lille, située dans la commune de Chantilly, à proximité de Gouvieux, dans le département de l'Oise, en région Hauts-de-France.
C'est une gare SNCF, desservie par les trains du réseau TER Hauts-de-France ainsi que par la ligne D du RER d'Île-de-France.

## Situation ferroviaire

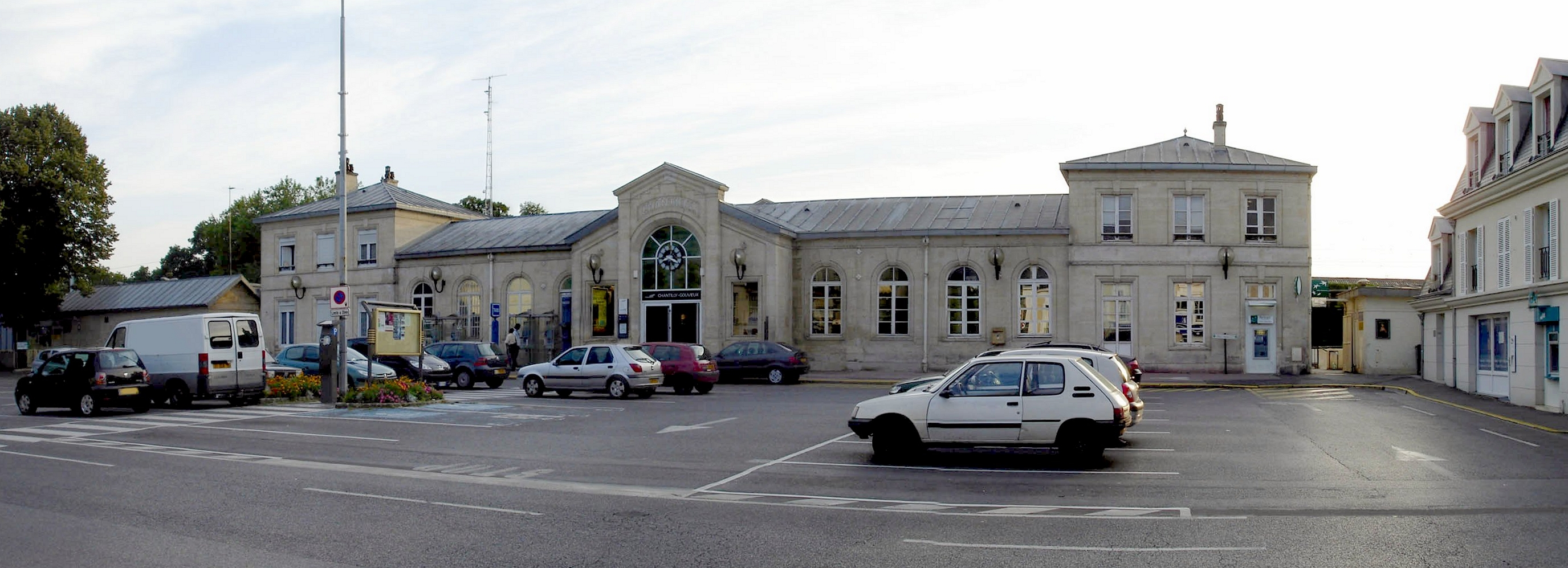
Façade du bâtiment voyageurs.

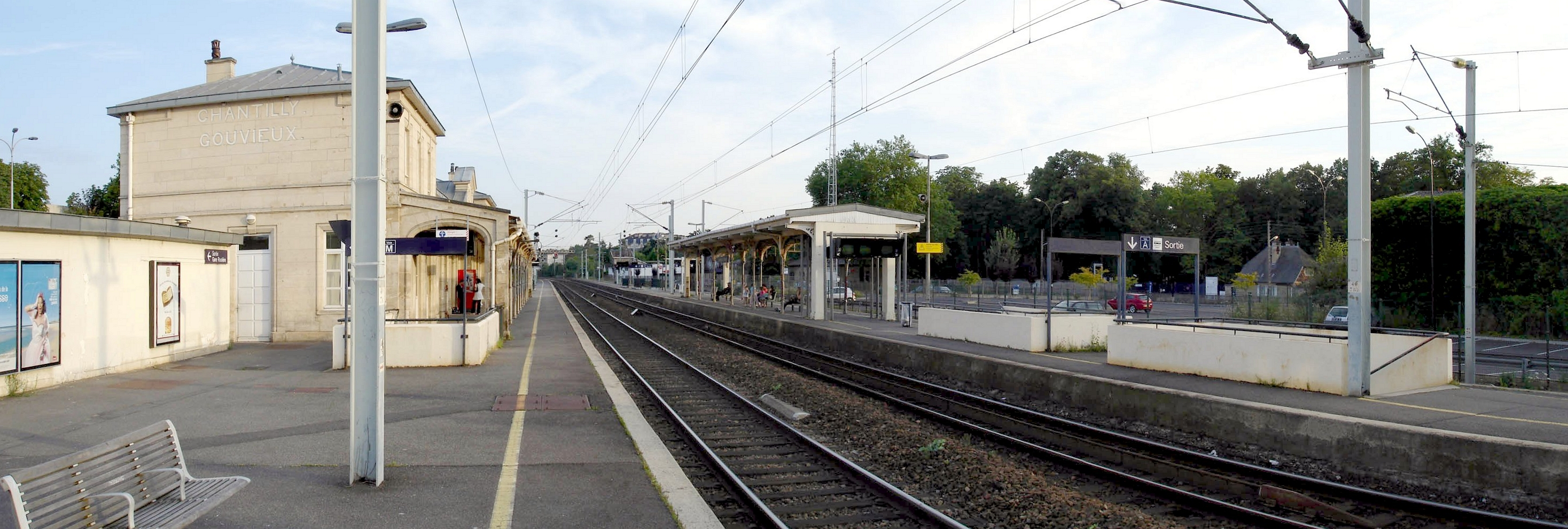
Les quais (en direction de Paris).

La gare de Chantilly - Gouvieux est établie à l'ouest du centre-ville de Chantilly, à proximité de Gouvieux, au point kilométrique 40,941 de la ligne de Paris-Nord à Lille. Elle suit la gare d'Orry-la-Ville - Coye et précède la gare de Creil.
La gare comprend trois voies (nommées A, M et B) et deux quais accessibles par deux passages souterrains. Les voies A et B sont parcourables à 160 km/h tandis que la voie M, centrale, est accessible à 90 km/h en venant de Creil et limitée à 30 km/h à la jonction en direction de Creil. Elle était équipée autrefois de deux réservoirs d'eau nécessaires à l'approvisionnement des locomotives à vapeur.
En direction de Creil au PK 41,915, se trouve le viaduc de Chantilly (également appelé viaduc de la Canardière), à trois voies, long de 443 m et composé de 36 arches atteignant un maximum de 22 m de haut. Il précède l'ancienne bifurcation (déferrée) de la ligne de Chantilly - Gouvieux à Crépy-en-Valois.

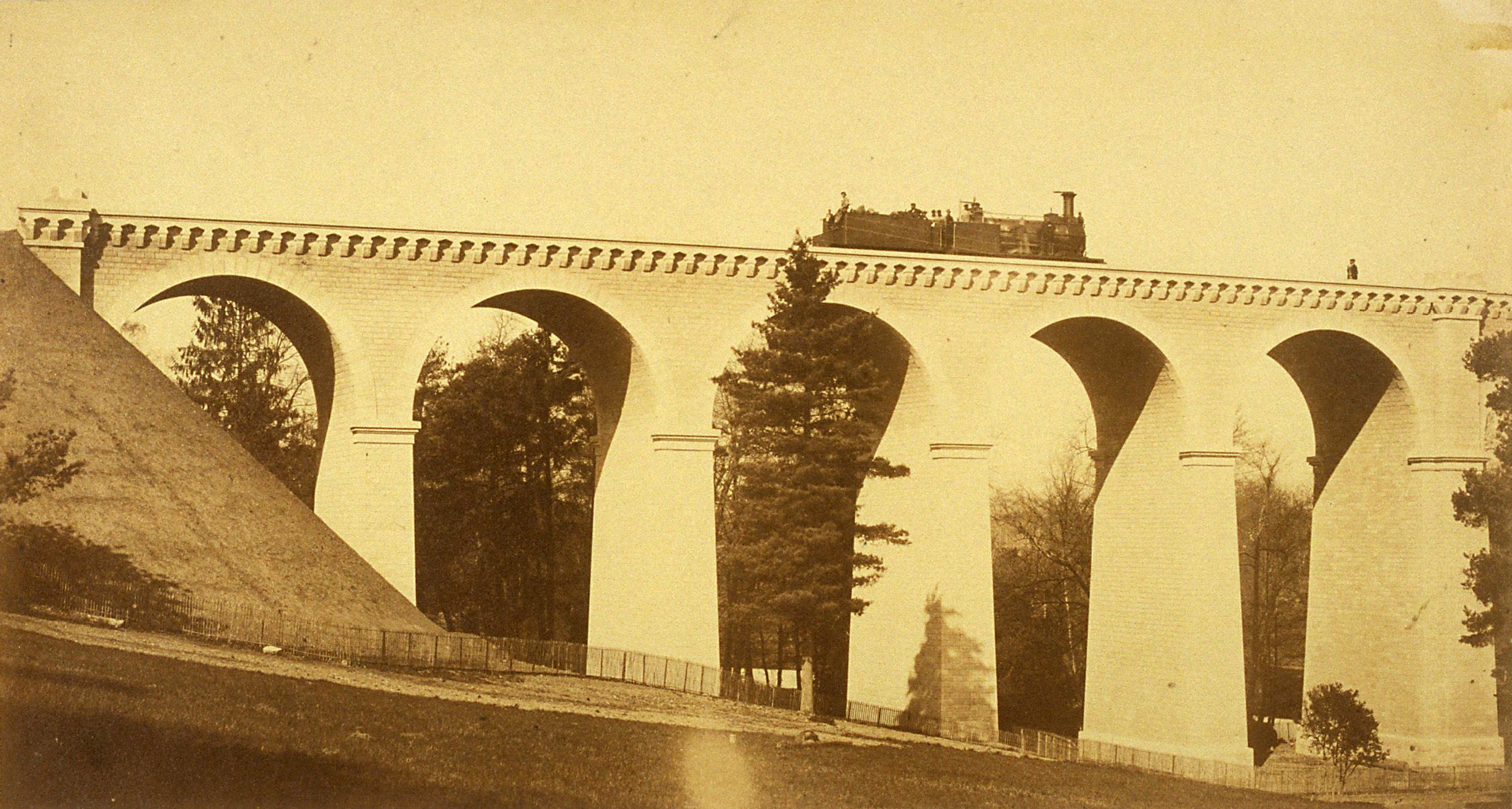
Viaduc de Chantilly, juste après sa construction en 1859.

## Histoire
La ligne directe de Saint-Denis à Creil via Survilliers - Fosses fut ouverte le 10 mai 1859 sur l'itinéraire de Paris à Lille. La ligne est doublée en 1907 jusqu'à Orry-la-Ville.
Son architecture est un modèle standard des gares de seconde classe de la Compagnie des chemins de fer du Nord, réalisée sur le plan-type de l'architecte de la compagnie, Lejeune. Les pavillons aux extrémités correspondaient au logement du chef de gare et du sous-chef de gare. La gare actuelle a conservé son auvent d'origine sur le quai ainsi que ses fausses voûtes métalliques au plafond du hall.
En 1862, est créée la ligne Chantilly - Senlis (12 km) : elle rejoignait la gare de Chantilly par un embranchement situé au nord du viaduc, derrière l'actuel quartier Lefébure. Le trajet se faisait en 20 min et desservait les gares et haltes de Saint-Maximin, Golf de Chantilly, Vineuil, Saint-Firmin, Aumont, Saint-Nicolas, Senlis. Cette ligne est prolongée jusqu'à Crépy-en-Valois en 1870, rejoignant ainsi la ligne Paris - Laon. Le trajet se fait alors en une heure. La ligne est fermée aux voyageurs en 1950 et totalement désaffectée en 1960.
Un embarcadère a existé non loin de l'actuelle rue de l'embarcadère, réservé à l'embarquement des chevaux de courses, en lien avec l'hippodrome et les nombreuses écuries d'entraînement à Chantilly, Gouvieux et Lamorlaye. Un autre embarcadère était réservé au régiment de Spahis de Senlis, au niveau de l'actuel parking du même nom.
Une gare des courses a existé entre 1897 et 1954 : située à l'emplacement de l'actuel quartier de Verdun, au sud de la gare principale, il s'agissait de onze quais et douze voies spécifiques raccordées à la voie Creil - Paris et réservées au débarquement et à l'embarquement des voyageurs les jours de courses sur l'hippodrome. Chaque voie pouvait accueillir un train de 21 voitures de 1re et 2e classes pouvant contenir 1000 voyageurs, permettant ainsi le départ ou l'arrivée de 12 000 voyageurs en simultané. La gare était équipée par ailleurs d'une plaque tournante et d'un château d'eau. Aux heures de pointe, les deux lignes de la voie Paris - Creil étaient monopolisées dans un seul sens de circulation, les trains mettant alors 35 min pour rejoindre Paris. L'utilisation de cette gare est interrompue avec la Seconde Guerre mondiale et sera désaffectée rapidement par la suite.
En 1922, un projet de reconstruction et d'agrandissement du bâtiment est proposé par l'architecte de la Compagnie des chemins de fer du Nord, Gustave Umbdenstock. Ce projet ne sera jamais suivi d'effet.

## Fréquentation
De 2015 à 2023, selon les estimations de la SNCF, la fréquentation annuelle de la gare s'élève aux nombres indiqués dans le tableau ci-dessous.
| Année                      | 2015      | 2016      | 2017      | 2018      | 2019      | 2020      | 2021      | 2022      | 2023      |
| -------------------------- | --------- | --------- | --------- | --------- | --------- | --------- | --------- | --------- | --------- |
| Voyageurs                  | 2 421 516 | 2 500 930 | 2 603 456 | 2 427 387 | 2 679 758 | 1 694 056 | 2 104 919 | 2 600 290 | 2 762 384 |
| Voyageurs et non voyageurs | 2 690 574 | 2 778 811 | 2 892 729 | 2 697 096 | 2 977 509 | 1 882 284 | 2 338 799 | 2 889 211 | 3 069 316 |

## Service des voyageurs

### Accueil et équipement
La gare est ouverte de 6 h à 21 h en semaine et de 6 h 45 à 21 h 45 le dimanche et les jours fériés. Les guichets sont ouverts de 6 h à 21 h en semaine et de 7 h à 21 h 45 le dimanche et les jours fériés. Elle est équipée de deux billetteries automatiques « Grandes Lignes » dans le hall et d'une billetterie TER sur le quai A.
On trouve cinq parkings autour de la gare, tous payants. La gare est équipée de distributeurs de nourritures et d'un Relay, ouverts de 6 h à 13 h 30 et de 15 h 45 à 19 h 15 en semaine et le samedi de 7 h à 12 h 30. La gare n'est pas accessible aux personnes à mobilité réduite.

### Desserte
La gare est desservie par les trains du TER Hauts-de-France, circulant sur les lignes suivantes :
- Paris-Nord – Compiègne – Saint-Quentin ;
- Paris-Nord – Creil – Amiens ;
- Paris-Nord – Creil.

Les trains directs mettent vingt-deux minutes pour atteindre la gare de Paris-Nord et sept minutes pour atteindre la gare de Creil. En 2006, 920 000 voyages ont eu lieu entre la gare de Chantilly et celle de Paris-Nord.
Elle est desservie par la ligne D du RER : les trains de cette ligne n'assurent que quelques missions (une quinzaine de trains quotidiens dans chaque sens), comblant les espaces dans la grille de desserte par les TER.
Les trains RER mettent cinquante minutes pour atteindre la gare de Paris-Nord. La gare étant située en région Hauts-de-France, elle se trouve hors de la zone de tarification Île-de-France.

### Correspondances
- Réseau interurbain de l'Oise : ligne 634 pour Creil, ligne 635 pour Crouy-en-Thelle, ligne 639 pour Boran-sur-Oise, ligne 644 pour Orry-la-Ville et ligne 645 pour Senlis[9], ainsi que les lignes à vocation scolaire 6206, 6212, 6233, 6235, 6244 et 6245
- Réseau de bus DUC de la ville de Chantilly
- Ligne E du réseau creillois AXO
- Transport à la demande Flexobus de la communauté de communes de l'Aire Cantilienne
- Ligne Aire'bus reliant Gouvieux à l'aéroport Roissy-Charles-de-Gaulle.

## Galeries de photographies

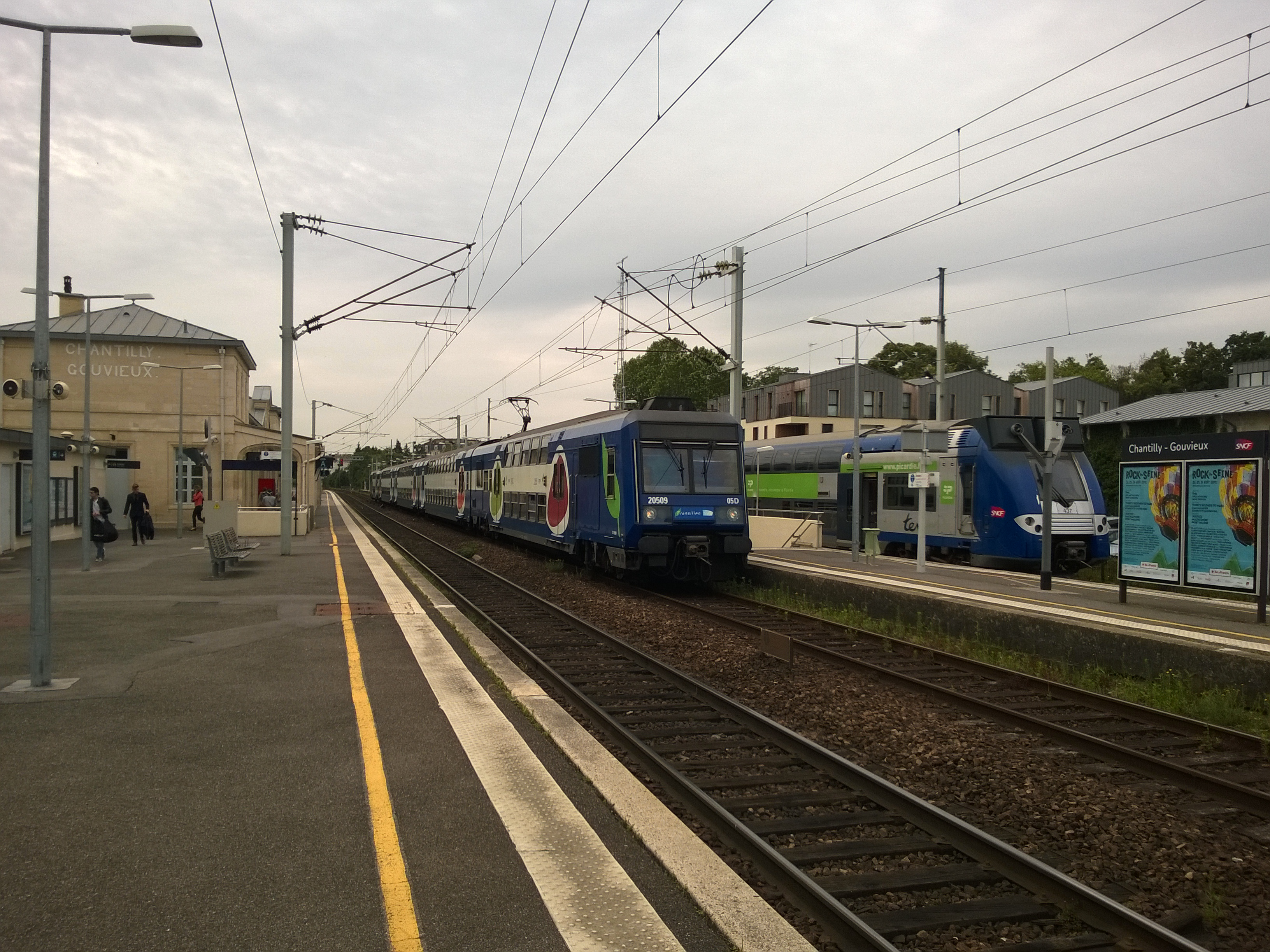
Z 20500 et Z 26500 sur le quai central.
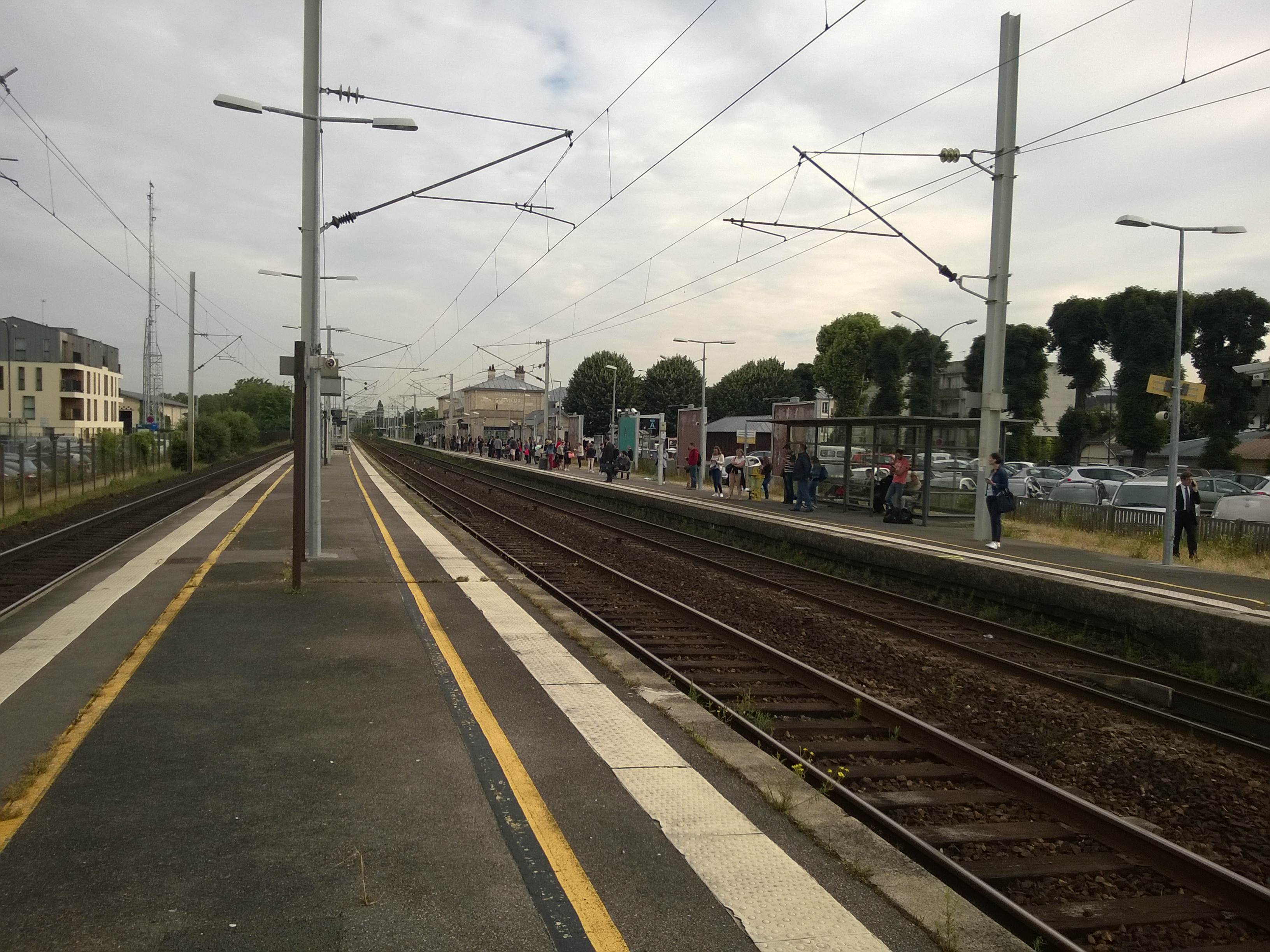
Voies et quais de la gare vers le nord.
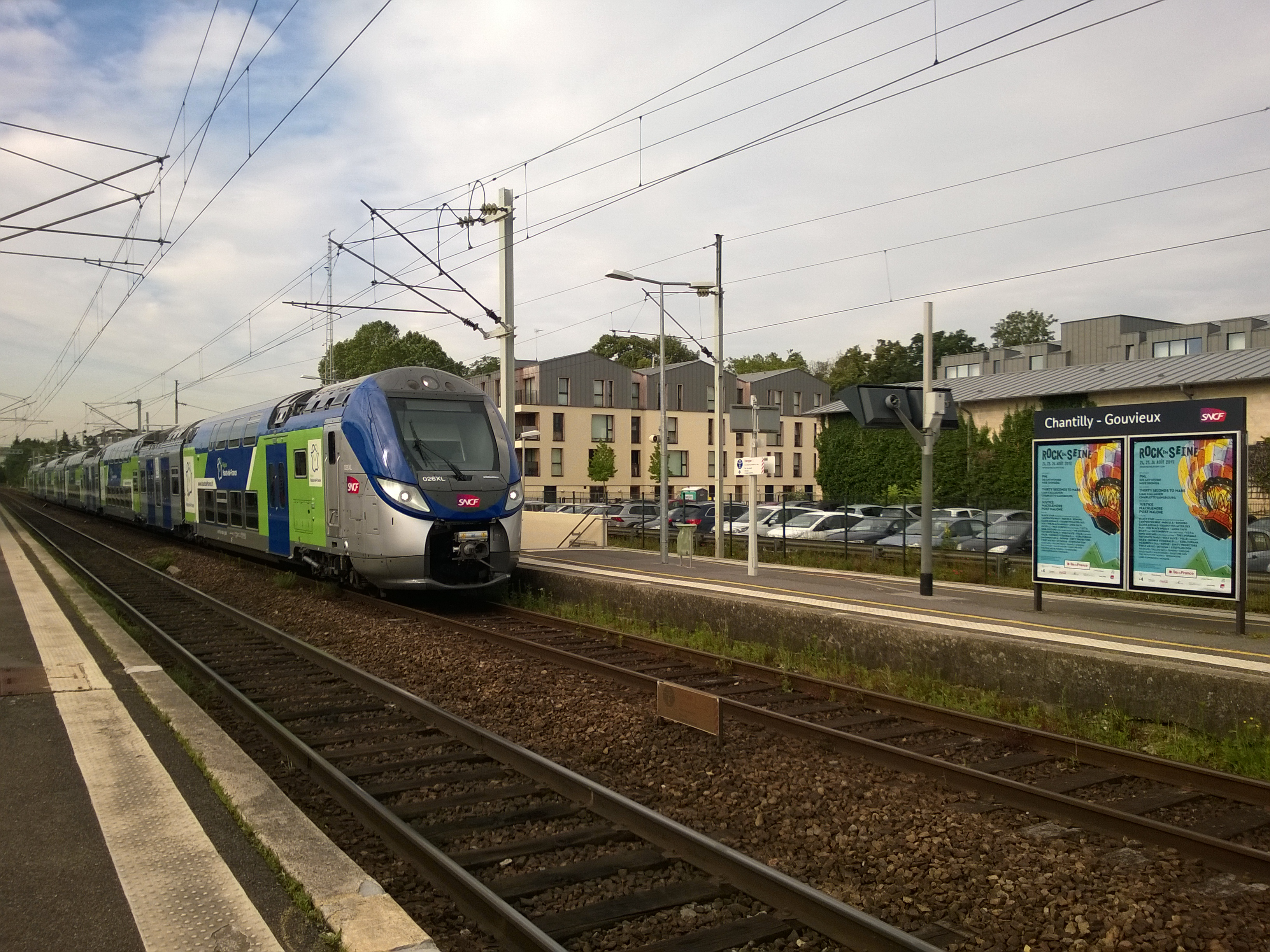
Z 55500 sur la voie M.
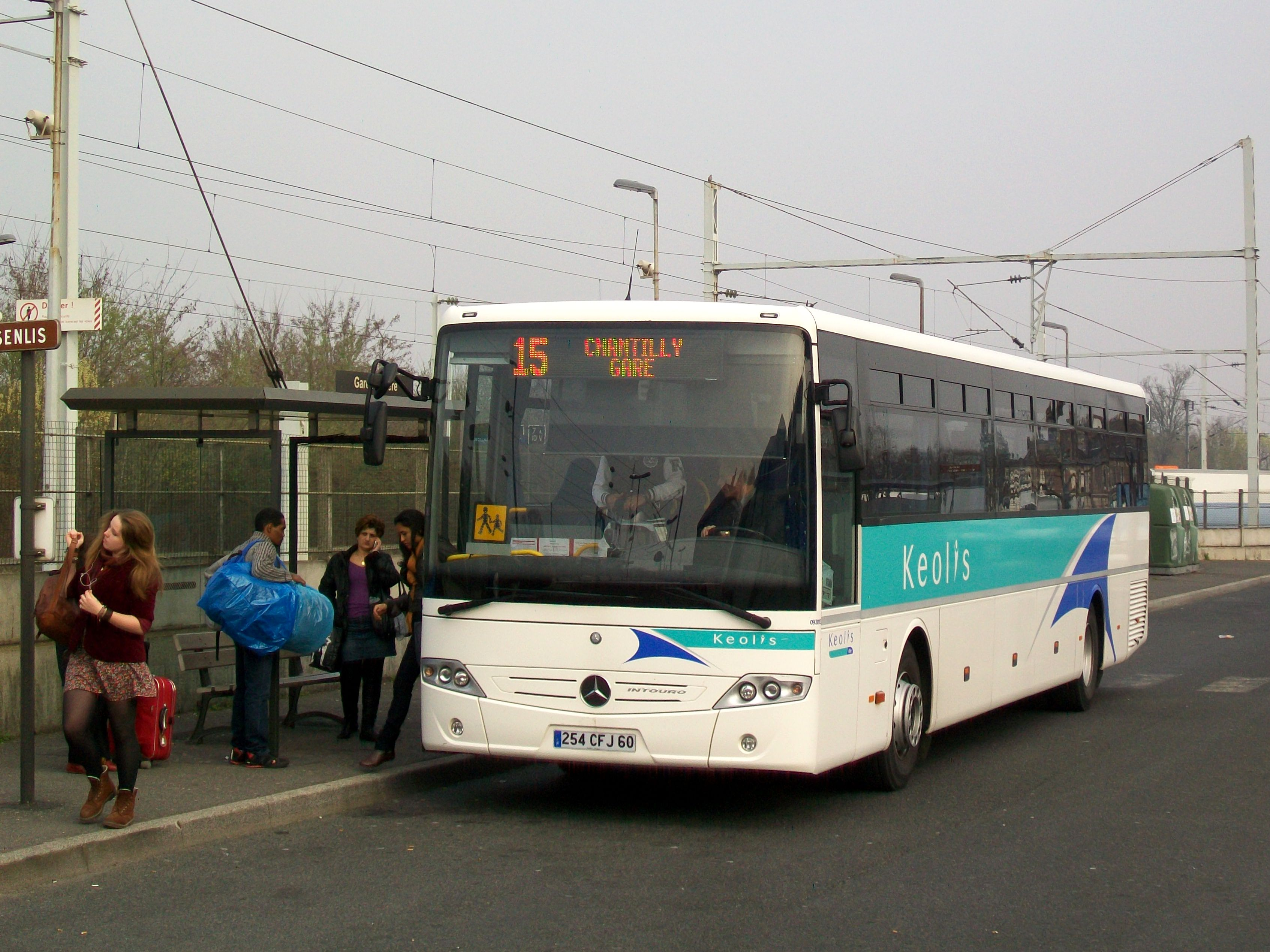
Autocar de la ligne 15 du réseau départemental Sud-Oise (RDSO).